# KRC Zuid-West-Vlaanderen

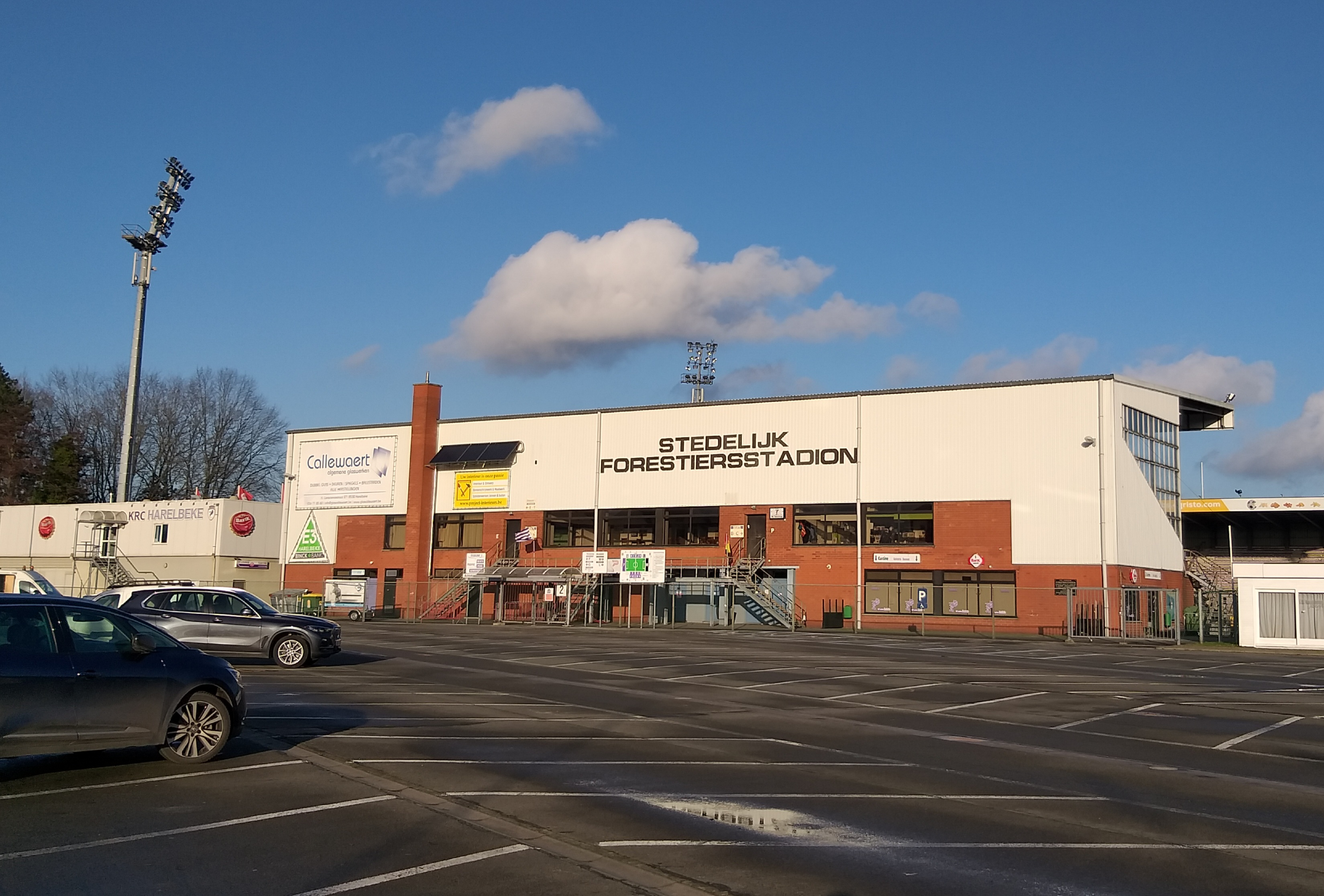
Het Forestiersstadion.

KRC Zuid-West-Vlaanderen was een Belgische voetbalclub uit Harelbeke. De club werd opgericht in 1930 en speelde van 1995 tot 2001 in de Belgische Eerste Klasse. Hun grootste prestatie behaalde ze in het seizoen 1997-1998 toen ze de 5de plaats behaalden in de Eerste Klasse en kwalificeerden voor de UEFA Intertoto Cup.
De club speelde haar thuismatches in het Forestiersstadion. De clubkleuren waren paars en wit. Het team had door de geschiedenis heen veel opmerkelijke spelers, waaronder spelers zoals Hein Vanhaezebrouck en Geert De Vlieger.
Ze werden het langst bekend als Racing Club Harelbeke, later KRC Harelbeke. Het wijzigde in 2001 zijn naam naar KRC Zuid-West-Vlaanderen, maar stopte in 2002 in door financiële problemen. In de komende jaren nam KSV Ingelmunster de rol in van voetbalclub in Harelbeke en werd Sporting West Harelbeke, later opnieuw KRC Harelbeke.

## Geschiedenis
De eerste voetbalclub in Harelbeke was Harelbeke Sport. Die club in zwart en geel speelde enkele seizoenen voor ze rond 1926 werd opgeheven. De ballen en doelen van Harelbeke Sport werden later door Racing Club overgenomen. Racing Club werd opgericht in café De Beurze. Onder de oprichters waren Victor en Lucien Vlieghe. Victor was fan van Beerschot en koos daarom voor paars-witte tenues. Het sloot zich in 1930 aan bij de KBVB onder het stamnummer 1615. 
Later werd de naam Koninklijke Racing Club Harelbeke. Na de Tweede Wereldoorlog speelde de club enkele jaren in de nationale bevorderingsreeksen. In de jaren 70 maakte de club opnieuw opgang. In 1974 speelde Harelbeke in de Vierde Klasse, in 1977 promoveerde club naar Derde, en in 1978 speelde Harelbeke voor het eerst in Tweede. De ploeg speelde verschillende jaren in Tweede, op het seizoen 1985/86 en 1989/90 na, toen men in Derde speelde. In 1995 won de club uiteindelijk de eindronde in tweede Klasse, en promoveerde zo naar de hoogste afdeling, waar de club tot 2001 bleef spelen. In 1997/98 werd het beste resultaat behaald, met een vijfde plaats. In 2001 degradeerde Harelbeke opnieuw naar Tweede Klasse. De naam van de club werd veranderd in KRC Zuid-West-Vlaanderen, maar de club kende problemen en ging in vereffening. Uiteindelijk fusioneerde Harelbeke in 2002 met KSV Ingelmunster. De nieuwe club, KRC Zuid-West, speelde verder met het stamnummer 1574 van Ingelmunster. Het stamnummer 1615 van Harelbeke verdween.

## Erelijst
Belgische derde klasse
kampioen (3): 1977/78, 1985/86, 1989/90
Belgische vierde klasse
kampioen (1): 1976/77

## Resultaten
| Seizoen                      | Klasse | Klasse | Klasse | Klasse | Klasse | Klasse | Reeks                                     | Punten                                    | Opmerkingen                                                               |
|                              | I      | II     | III    | IV     | P.I    | P.II   | Vanaf 1952/53 zijn er 4 nationale niveaus | Vanaf 1952/53 zijn er 4 nationale niveaus | Vanaf 1952/53 zijn er 4 nationale niveaus                                 |
| ---------------------------- | ------ | ------ | ------ | ------ | ------ | ------ | ----------------------------------------- | ----------------------------------------- | ------------------------------------------------------------------------- |
| 1947/48                      |        |        | 12     |        |        |        | Derde Klasse A                            | 28                                        |                                                                           |
| 1948/49                      |        |        | 10     |        |        |        | Derde Klasse B                            | 30                                        |                                                                           |
| 1949/50                      |        |        | 6      |        |        |        | Derde Klasse A                            | 31                                        |                                                                           |
| 1950/51                      |        |        | 16     |        |        |        | Derde Klasse B                            | 11                                        |                                                                           |
| 1951-64                      |        |        |        |        |        |        | Prov. reeksen                             |                                           |                                                                           |
| 1964/65                      |        |        |        |        | 13     |        | Eerste prov. W-Vl.                        | 24                                        |                                                                           |
| 1965/66                      |        |        |        |        | 11     |        | Eerste prov. W-Vl.                        | 26                                        |                                                                           |
| 1966/67                      |        |        |        |        | 16     |        | Eerste prov. W-Vl.                        | 13                                        |                                                                           |
| 1967/68                      |        |        |        |        |        | 5      | Tweede prov. W-Vl.                        | 31                                        |                                                                           |
| 1968/69                      |        |        |        |        |        | 2      | Tweede prov. W-Vl.                        | 39                                        |                                                                           |
| 1969/70                      |        |        |        |        | 13     |        | Eerste prov. W-Vl.                        | 26                                        |                                                                           |
| 1970/71                      |        |        |        |        |        | 4      | Tweede prov. W-Vl.                        | 29                                        |                                                                           |
| 1971/72                      |        |        |        |        |        | 10     | Tweede prov. W-Vl.                        | 22                                        |                                                                           |
| 1972/73                      |        |        |        |        |        | 1      | Tweede prov. W-Vl.                        | 38                                        |                                                                           |
| 1973/74                      |        |        |        |        | 1      |        | Eerste prov. W-Vl.                        | 45                                        |                                                                           |
| 1974/75                      |        |        |        | 6      |        |        | Vierde Klasse A                           | 32                                        |                                                                           |
| 1975/76                      |        |        |        | 2      |        |        | Vierde Klasse A                           | 40                                        |                                                                           |
| 1976/77                      |        |        |        | 1      |        |        | Vierde Klasse A                           | 51                                        |                                                                           |
| 1977/78                      |        |        | 1      |        |        |        | Derde Klasse B                            | 43                                        |                                                                           |
| 1978/79                      |        | 11     |        |        |        |        | Tweede Klasse                             | 24                                        |                                                                           |
| 1979/80                      |        | 9      |        |        |        |        | Tweede Klasse                             | 28                                        |                                                                           |
| 1980/81                      |        | 9      |        |        |        |        | Tweede Klasse                             | 30                                        |                                                                           |
| 1981/82                      |        | 4      |        |        |        |        | Tweede Klasse                             | 36                                        | tweede in eindronde met Beerschot VAC, KSC Hasselt en Sint-Truiden VV     |
| 1982/83                      |        | 7      |        |        |        |        | Tweede Klasse                             | 32                                        |                                                                           |
| 1983/84                      |        | 12     |        |        |        |        | Tweede Klasse                             | 24                                        |                                                                           |
| 1984/85                      |        | 15     |        |        |        |        | Tweede Klasse                             | 23                                        | degradatie                                                                |
| 1985/86                      |        |        | 1      |        |        |        | Derde Klasse A                            | 45                                        |                                                                           |
| 1986/87                      |        | 3      |        |        |        |        | Tweede Klasse                             | 39                                        | vierde in eindronde met KFC Winterslag, KSK Tongeren en FC Assent         |
| 1987/88                      |        | 4      |        |        |        |        | Tweede Klasse                             | 34                                        | vierde in eindronde met Lierse SK, KSC Eendracht Aalst en VV Patro Eisden |
| 1988/89                      |        | 15     |        |        |        |        | Tweede Klasse                             | 20                                        | degradatie                                                                |
| 1989/90                      |        |        | 1      |        |        |        | Derde Klasse A                            | 47                                        |                                                                           |
| 1990/91                      |        | 6      |        |        |        |        | Tweede Klasse                             | 32                                        |                                                                           |
| 1991/92                      |        | 6      |        |        |        |        | Tweede Klasse                             | 30                                        |                                                                           |
| 1992/93                      |        | 9      |        |        |        |        | Tweede Klasse                             | 27                                        |                                                                           |
| 1993/94                      |        | 8      |        |        |        |        | Tweede Klasse                             | 44                                        | invoering driepuntensysteem                                               |
| 1994/95                      |        | 5      |        |        |        |        | Tweede Klasse                             | 41                                        | winst in eindronde met KRC Genk, Excelsior Moeskroen en Beerschot VAC     |
| 1995/96                      | 11     |        |        |        |        |        | Eerste Klasse                             | 43                                        |                                                                           |
| 1996/97                      | 9      |        |        |        |        |        | Eerste Klasse                             | 47                                        |                                                                           |
| 1997/98                      | 5      |        |        |        |        |        | Eerste Klasse                             | 55                                        |                                                                           |
| 1998/99                      | 11     |        |        |        |        |        | Eerste Klasse                             | 41                                        |                                                                           |
| 1999/00                      | 14     |        |        |        |        |        | Eerste Klasse                             | 35                                        |                                                                           |
| 2000/01                      | 17     |        |        |        |        |        | Eerste Klasse                             | 28                                        | degradatie                                                                |
| Als KRC Zuid-West-Vlaanderen |        |        |        |        |        |        |                                           |                                           |                                                                           |
| 2001/02                      |        | 5      |        |        |        |        | Tweede Klasse                             | 55                                        |                                                                           |

## Harelbeke in Europa
- R = ronde
- PUC = punten UEFA coëfficiënten

Uitslagen vanuit gezichtspunt KRC Harelbeke
| Seizoen | Competitie    | Ronde | Land            | Club         | Totaalscore | 1e W    | 2e W    | PUC |
| ------- | ------------- | ----- | --------------- | ------------ | ----------- | ------- | ------- | --- |
| 1998    | Intertoto Cup | 3R    | Vlag van Italië | UC Sampdoria | 0-4         | 0-1 (T) | 0-3 (U) | 0.0 |

Totaal aantal punten voor UEFA coëfficiënten; 0.0

## Ex-trainers
- Ernst Happel
- Henk Houwaert
- Marc Millecamps

## Bekende (oud-)spelers
- Dick Beek
- Francis Couvreur
- Geert De Vlieger
- Martin Laamers
- Ronny Gaspercic
- David Paas
- Koenraad Sanders
- Ebrima Sillah
- Hein Vanhaezebrouck
- Kenny Verhoene
- Piet Verschelde
- Rocky Peeters
- Mike Origi